# Arienzo San Felice
Arienzo San Felice era il nome di un comune italiano della provincia di Napoli.

## Storia
Il comune di Arienzo San Felice fu creato nel 1928 dalla fusione dei comuni di Arienzo e di San Felice a Cancello che appartenevano alla provincia di Terra di Lavoro.
Nel 1945 il comune passa alla provincia di Caserta.
Nel 1946 il comune venne soppresso e al suo posto furono ricostituiti i due comuni preesistenti.